# Gustaf Hoffstedt
Axel Gustaf Hoffstedt, född 14 april 1974 i Visby, är en svensk moderat politiker och riksdagsledamot mellan 2010 och 2015. Han var invald i riksdagen för Gotlands läns valkrets på plats 121.
Som nytillträdd riksdagsledamot blev Hoffstedt ledamot i kulturutskottet.
Den 1 december 2014, mindre än tre månader efter att Hoffstedt hade ställt upp och återvalts till riksdagen, meddelade han att han omedelbart skulle lämna riksdagen för att i mitten av januari 2015 bli generalsekreterare hos Branschföreningen för Onlinespel (BOS).